# Raisa Lungu-Ploaie
Raisa Lungu-Ploaie (n. 15 august 1928, Mihăileni – d. 26 ianuarie 2017, Chișinău) a fost o prozatoare și traducătoare din Republica Moldova.

## Date biografice
Școala primară a urmat-o în sat, apoi a studiat patru clase la Liceul „Domnița Ileana” din Bălți. A absolvit cursurile literare superioare la Institutul de Literatură „Maxim Gorki”⁠(d) din Moscova, în 1964. A fost profesoară la școli din Sîngerei și Cimișlia, timp în care a publicat schițe, nuvele și povestiri în revistele literare. A ocupat postul de redactor la revistele „Nistru” și „Femeia Moldovei”. Raisa Lungu-Ploaie a fost Membru al Uniunii Scriitorilor din Moldova (1960) și Membru al Uniunii Scriitorilor din România (1994).

## Operă literară
A publicat:
- Povestiri, 1960
- Cântecul unei viori, 1962
- Mărțișoare, 1964
- Culorile fermecate, 1966
- Fata lui Marcu, 1966
- Poiana de argint, 1966
- Floarea cerului, 1968
- Aventurile lui Licurici, 1971
- Pana albastră, 1972
- Știi tu cum râde soarele?, 1973
- Casa poveștilor, 1974
- Zări albe, 1974
- Dragostea de peste o viață, 1982
- Pisoii năzdrăvani, 1982
- Ce frumoasă e Laura…, 1989
- Scrieri alese, 1991
- În umbra oglinzilor, 2000
- Marchiz, 2004
- Stâncile albe, 2014

Proza sa a fost tradusă în maghiară, estonă, kazahă, bulgară, rusă, ucraineană, turkmenă, norvegiană.
„...Scrie o proză tipic feministă, sentimentală, cu accente dramatice, cu personaje ce se prăbușesc în golurile dintre iluzia bovarică a vieții și situațiile ei vitrege.”—Mihai Cimpoi

## Traduceri
A tradus cărți diverse, mai ales din rusă și engleză:
- Robinson Crusoe de Daniel Defoe
- Trandafirul de aur de Konstantin Paustovski
- Adio și Gulsarî de Cinghiz Aitmatov
- Moby Dick sau Balena Albă de Herman Melville

## Premii
A fost decorată cu:
- Titlul onorific „Maestru al Literaturii” (1994)[4]
- Ordinul „Gloria Muncii” (1998)[5]